# Faro di San Benedetto del Tronto
Il Faro di San Benedetto del Tronto sorge all'interno dell'area portuale, nei pressi dell'isola pedonale a pochi metri dalla Rotonda Giorgini, e si trova distante circa 200 metri dal mare. Il segnalamento è il N° 3898  E.F.. 
Il faro è completamente controllato e gestito dal Comando di zona fari della Marina Militare con sede a Venezia che si occupa di tutti i fari del medio e alto Adriatico.

## Storia

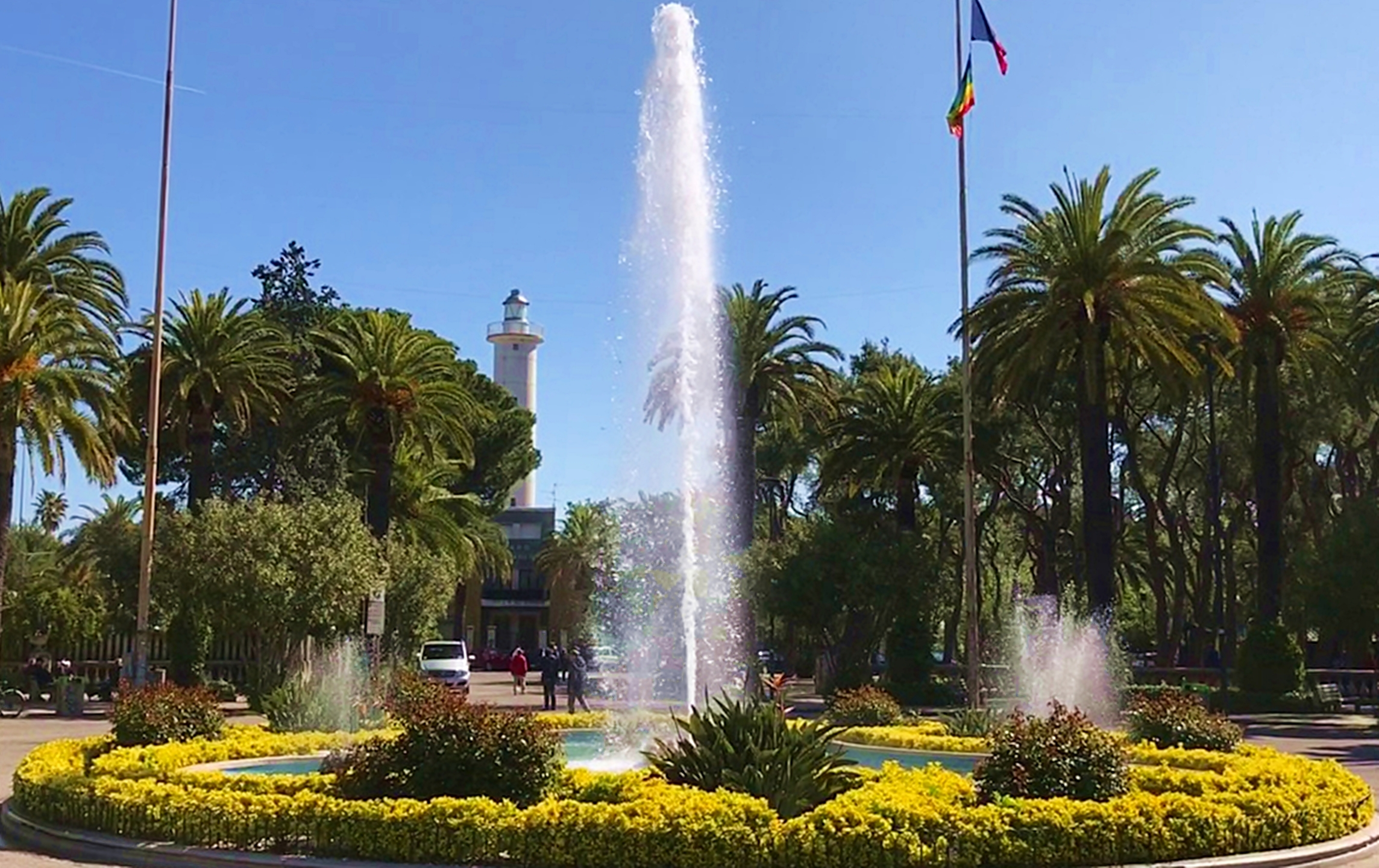
Il Faro visto dalla Rotonda Giorgini

Il faro è entrato in funzione ufficialmente nel 1957 ed è stato costruito tra la Rotonda Giorgini e la zona portuale (in zona strategica e centrale all'area portuale), in considerazione del fatto che l'importanza di un faro è nella posizione e nella portata del fascio di luce. È elemento necessario ai naviganti e marinai per l'avvicinamento alla costa, come richiamo nell'oscurità notturna per gli uomini in mare che localmente, prima della sua costruzione avevano come riferimento solo il Torrione e il suono delle campane; idealmente per questo motivo è stato costruito lungo la perpendicolare che parte dal Paese Alto in direzione est.

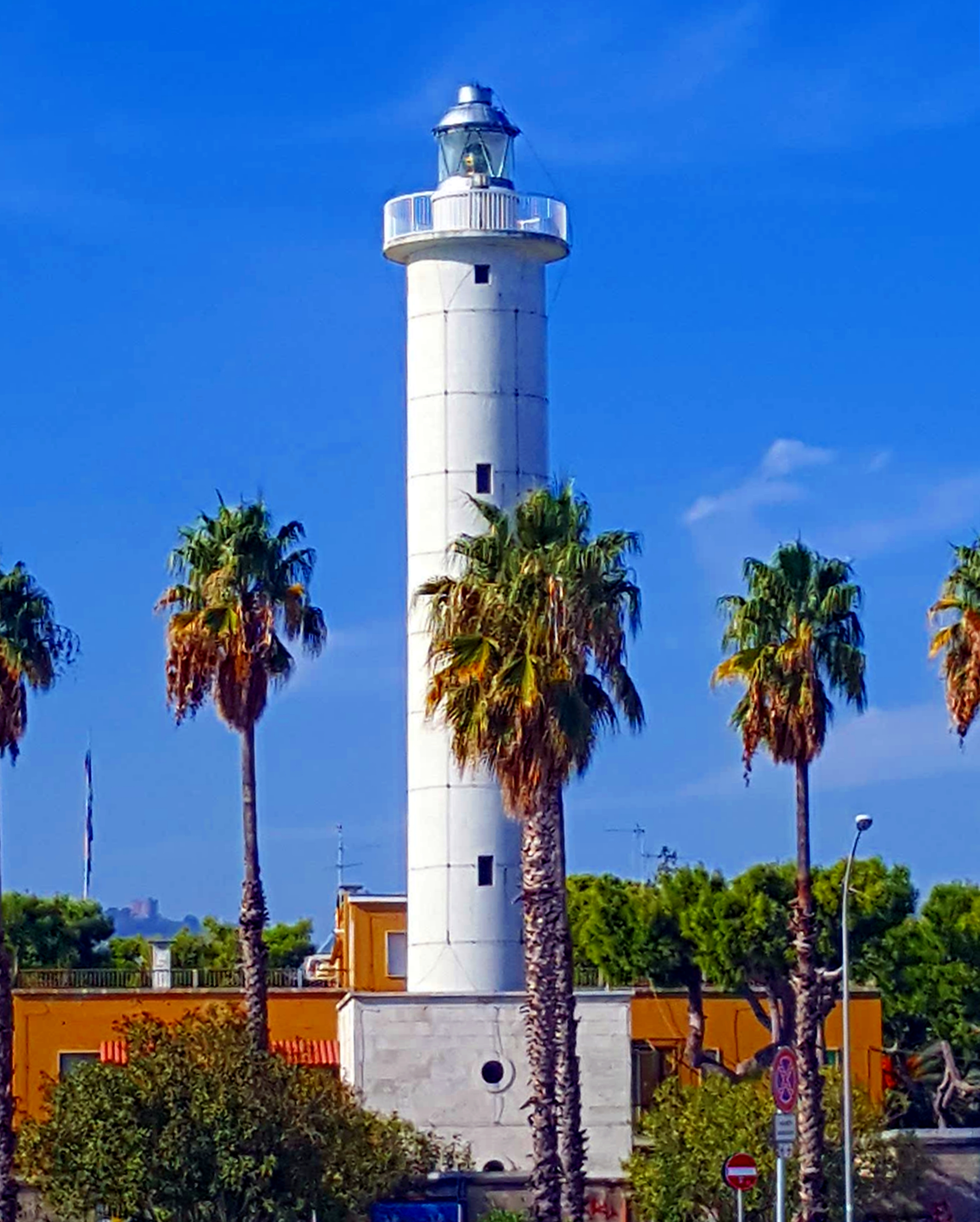
Il Faro fra le Washingtonia filifera

È una torre cilindrica su fabbricato ed è alta 31 metri. Il faro è classificato a blocco alto, ed è costituito da un basamento alto alcuni metri su cui poggia la bianca torre cilindrica. Il basamento è rivestito di lastre fatte in marmo e in esso si possono scorgere aperture a forma di oblò. La torre è collegata direttamente con l’edificio di servizio a due piani che ospita il farista e gli uffici della Capitaneria di Porto, che gestisce anche il faro della vicina Pedaso. Sulla sua sommità si trova collocata una lampada alogena da 1000 W che emana una luce bianca che, grazie a delle lenti opportunamente combinate ed allineate, viene riflessa emergendo come un intenso fascio di raggi paralleli, quindi convogliata in un unico punto e proiettata in lontananza. La portata della luce del faro si proietta ad una distanza di 32 MN in condizioni di perfetta visibilità (22 Mn portata nominale). Con il versante ovest oscurato (a prevenire fastidi alla città) ed è una luce ottica rotante che emana due lampi in un periodo di dieci secondi. Visibilità: 135 - 045 (270). In condizione di eventuale avaria, vi è anche un fanale più piccolo di riserva con una portata più contenuta (18 Mn). In presenza di nebbia si aziona pure il nautofono collocato sulla punta del molo sud che emana un segnale sonoro per le imbarcazioni che altrimenti non riuscirebbero a percepire i due fanali identificativi dell'imboccatura del porto, rispettivamente con luce verde nel molo nord e con luce rossa nel molo sud. La scala a chiocciola con 150 scalini porta alla sommità della struttura e ad una terrazza dalla quale è possibile vedere da levante l'intera città e le colline circostanti.
Il faro di San Benedetto del Tronto oggi funziona in automatico grazie a una fotocellula che lo aziona o lo spegne. Ma all'epoca della sua costruzione, era un faro manuale il cui funzionamento si realizzava dietro degli ingranaggi mossi da un peso motore che quotidianamente doveva essere ricaricato dal farista. Il faro assume una notevole importanza per tutta la marineria medio adriatica sia perché esso è l'unico che ha una portata notevole tra Ancona ed Ortona sia per la portata geografica (la distanza, cioè, alla quale può essere visto tenendo conto della curvatura della terra e della quota a cui è l'occhio dell'osservatore).